# Dâm bụt
Dâm bụt (vùng ven biển Bắc Bộ gọi râm bụt; phương ngữ Nam bộ gọi là bông bụp, bông lồng đèn, còn có các tên gọi khác mộc cận (木槿), chu cận (朱槿), đại hồng hoa (大紅花), phù tang (扶桑), phật tang (佛桑); danh pháp hai phần: Hibiscus rosa-sinensis) là loài cây bụi thường xanh thuộc chi Dâm bụt họ Bông hoặc Cẩm quỳ (Malvaceae), có nguồn gốc Đông Á. Nó thường được trồng làm cây cảnh tại các vùng nhiệt đới và cận nhiệt đới. Hoa lớn, màu đỏ sậm nhưng ít có hương. Phần hoa gần cuống có dịch nước vị ngọt đậm. Nhiều giống, thứ, lai được tạo ra, với màu hoa khác nhau từ trắng tới vàng và cam, hồng, đỏ tươi, với cánh đơn hay cánh đôi.
Hibiscus rosa-sinensis là quốc hoa của Malaysia, với tên gọi Bunga Raya trong tiếng Mã Lai, Sembaruthi trong tiếng Tamil, pka rumyul (ផ្កា រំយោល) trong tiếng Khmer và mamdaram trong tiếng Telugu (మందారం).

## Sử dụng

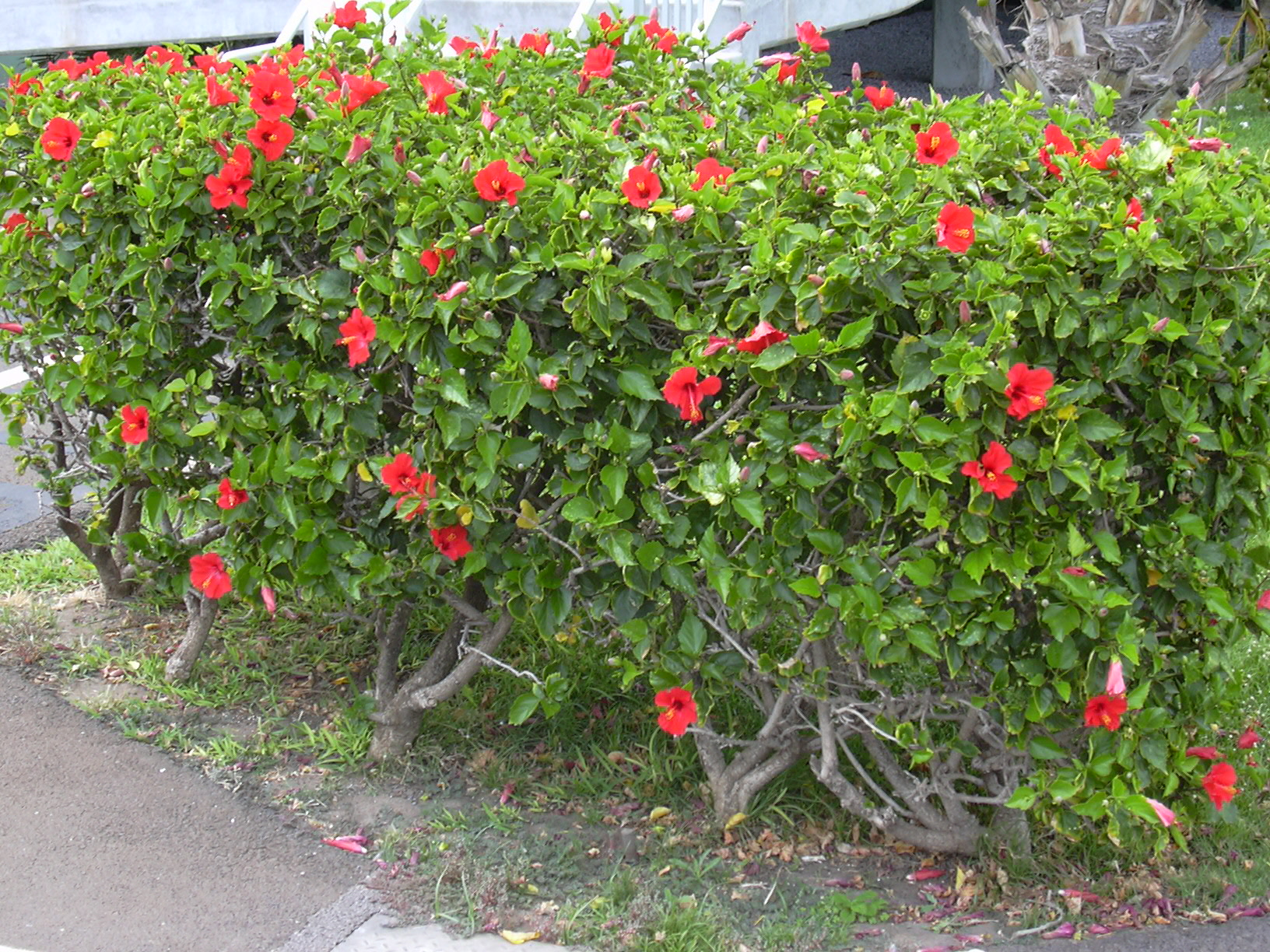
Hàng rào cây dâm bụt

## Hình

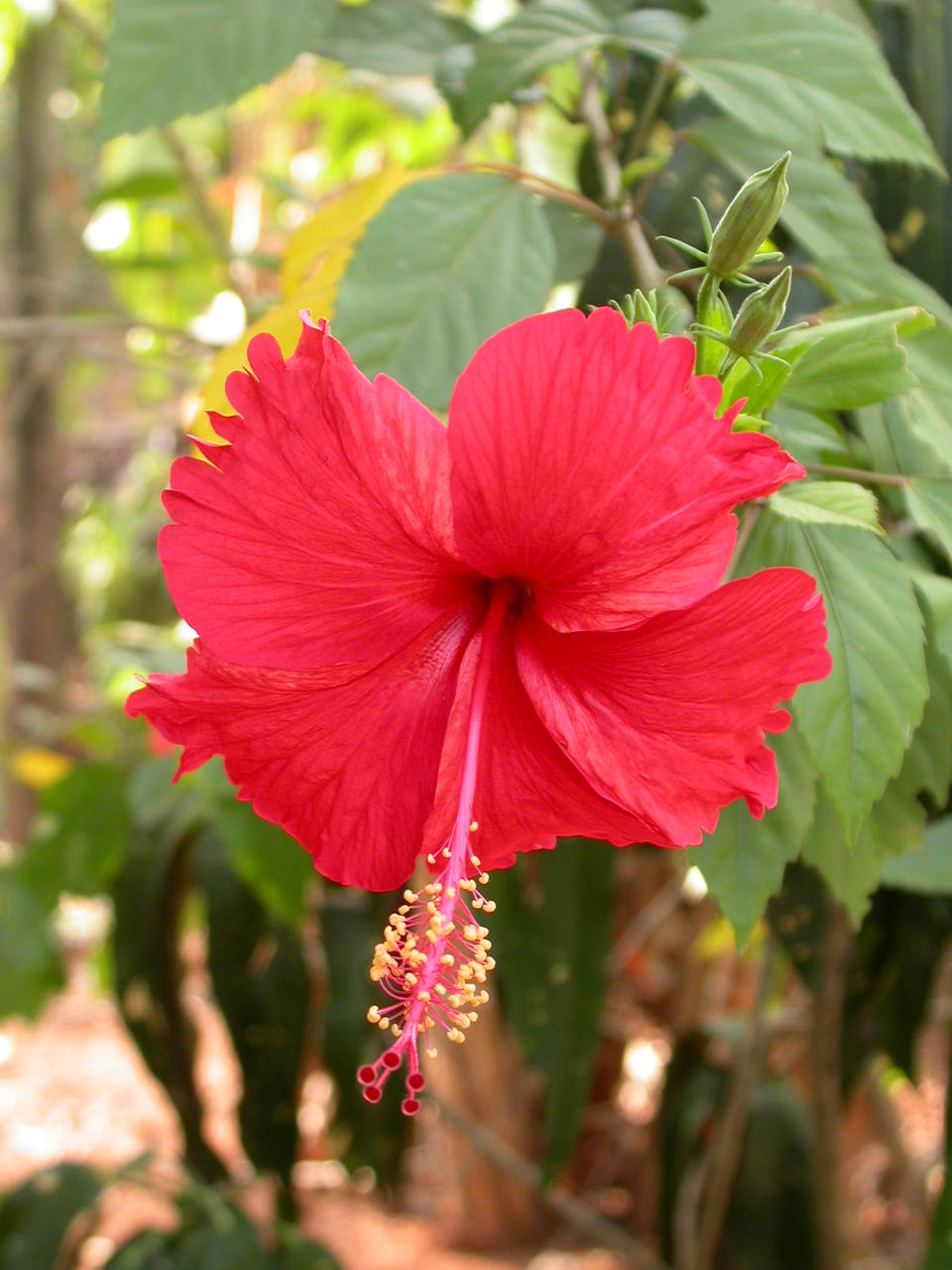
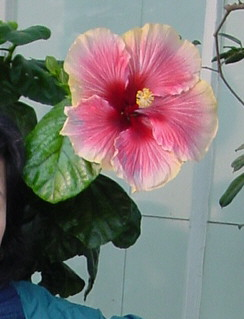
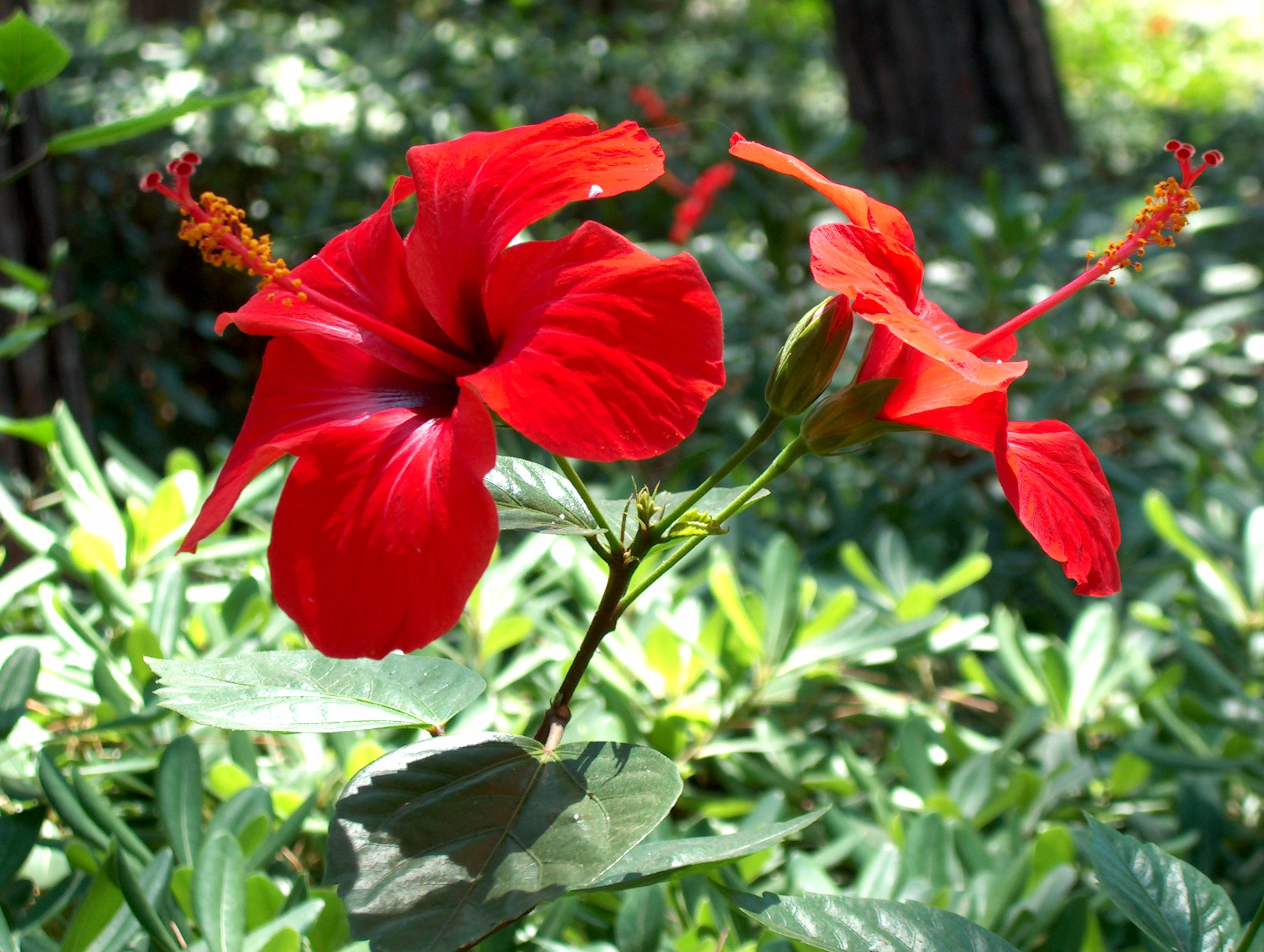
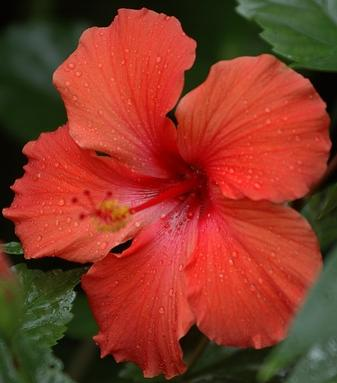
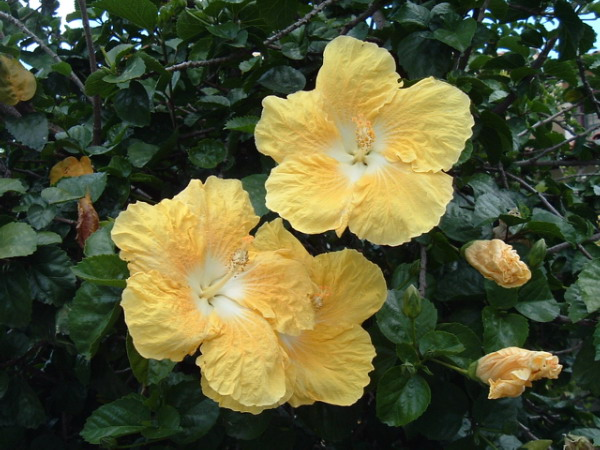
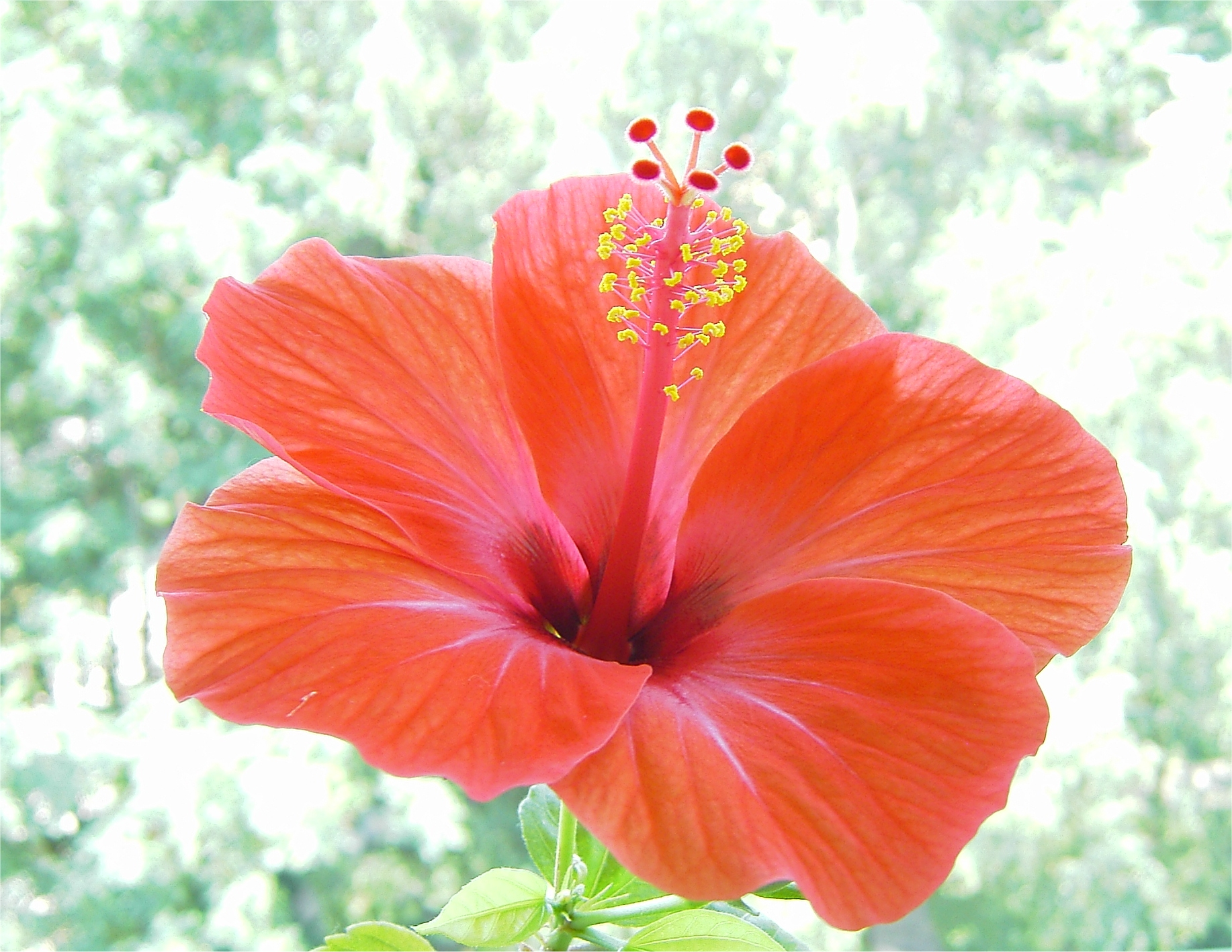
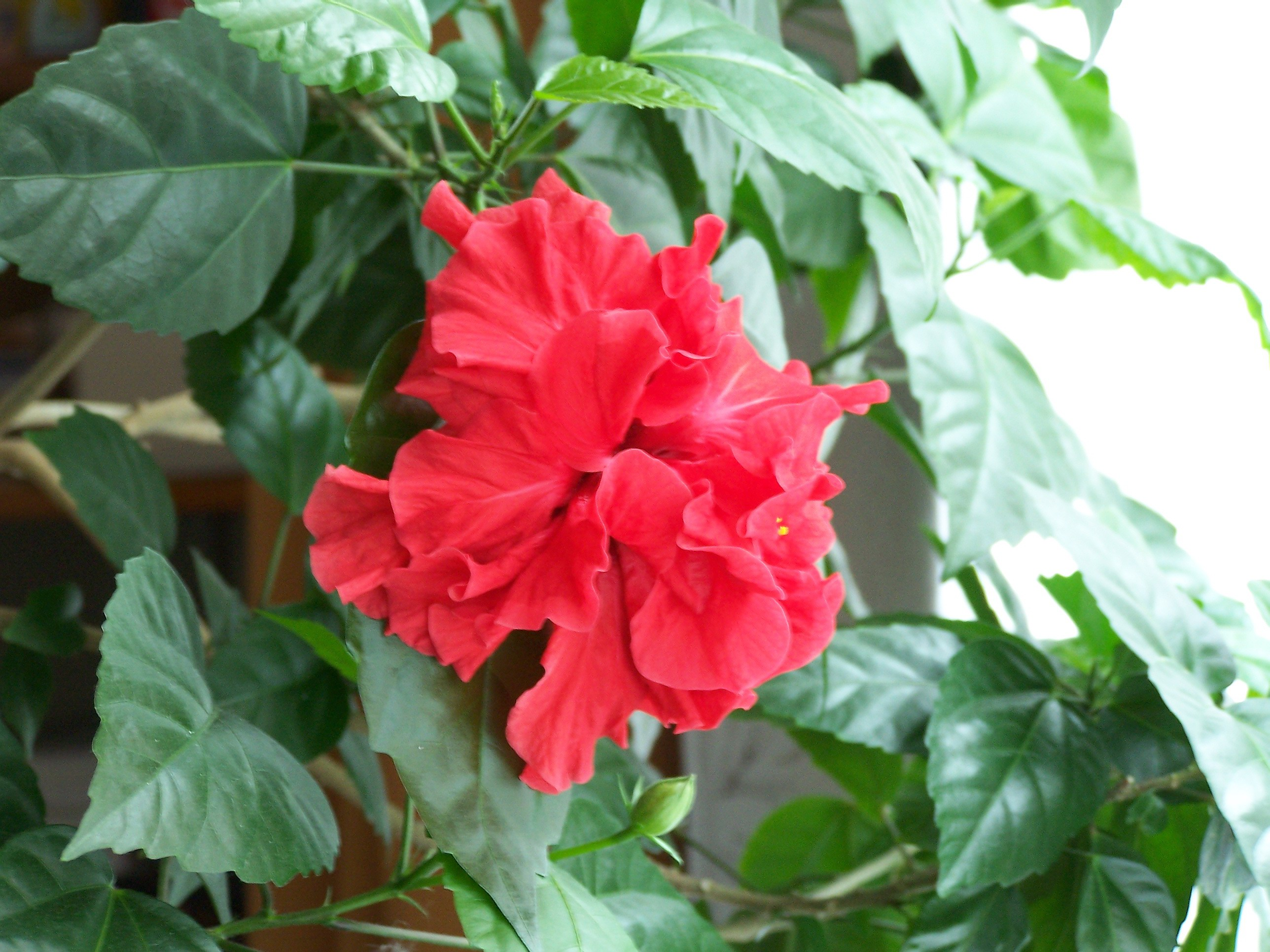
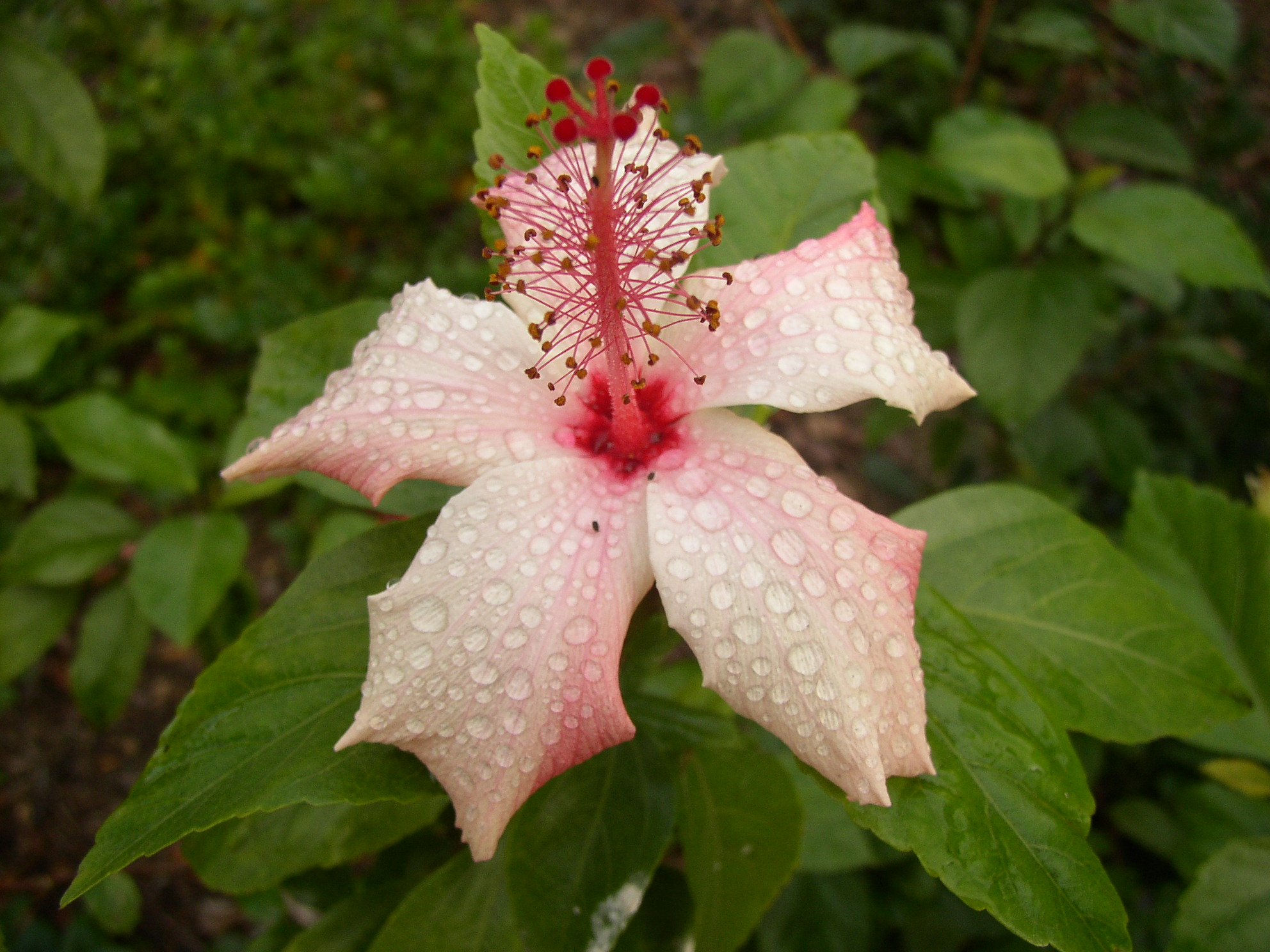
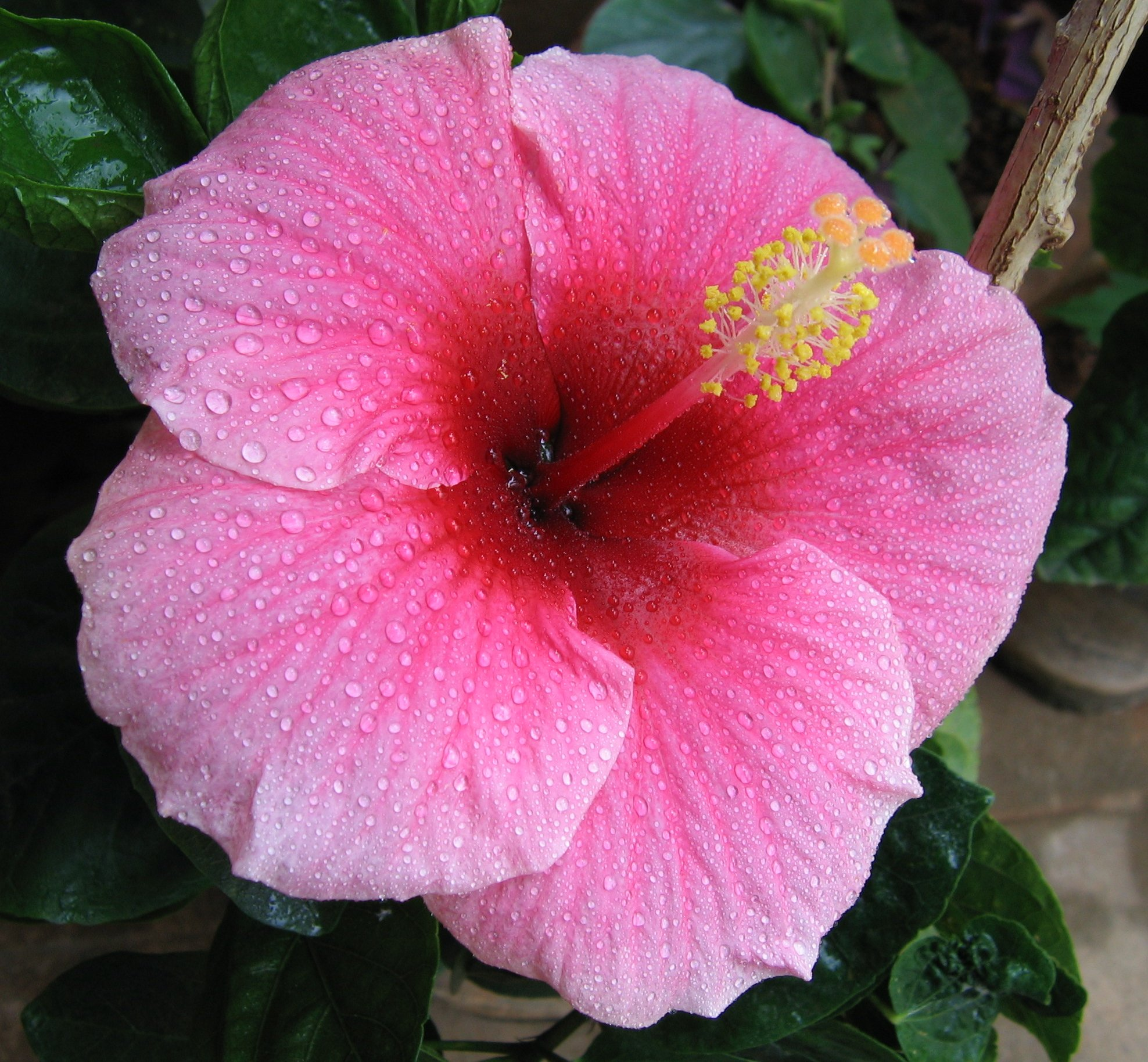
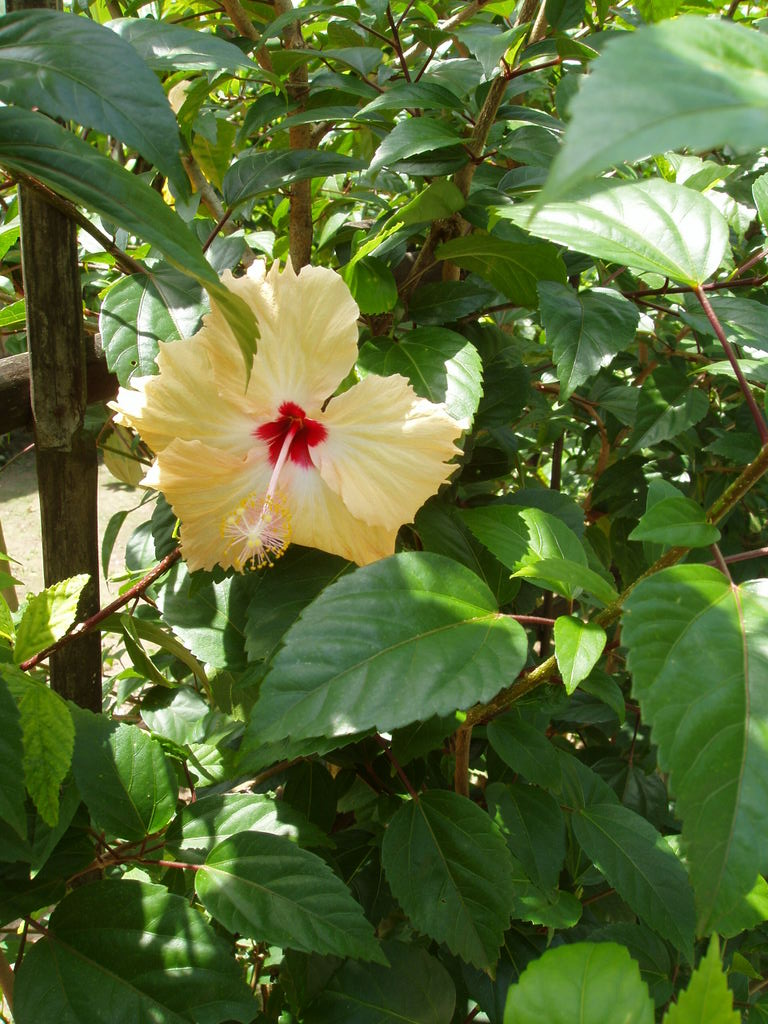
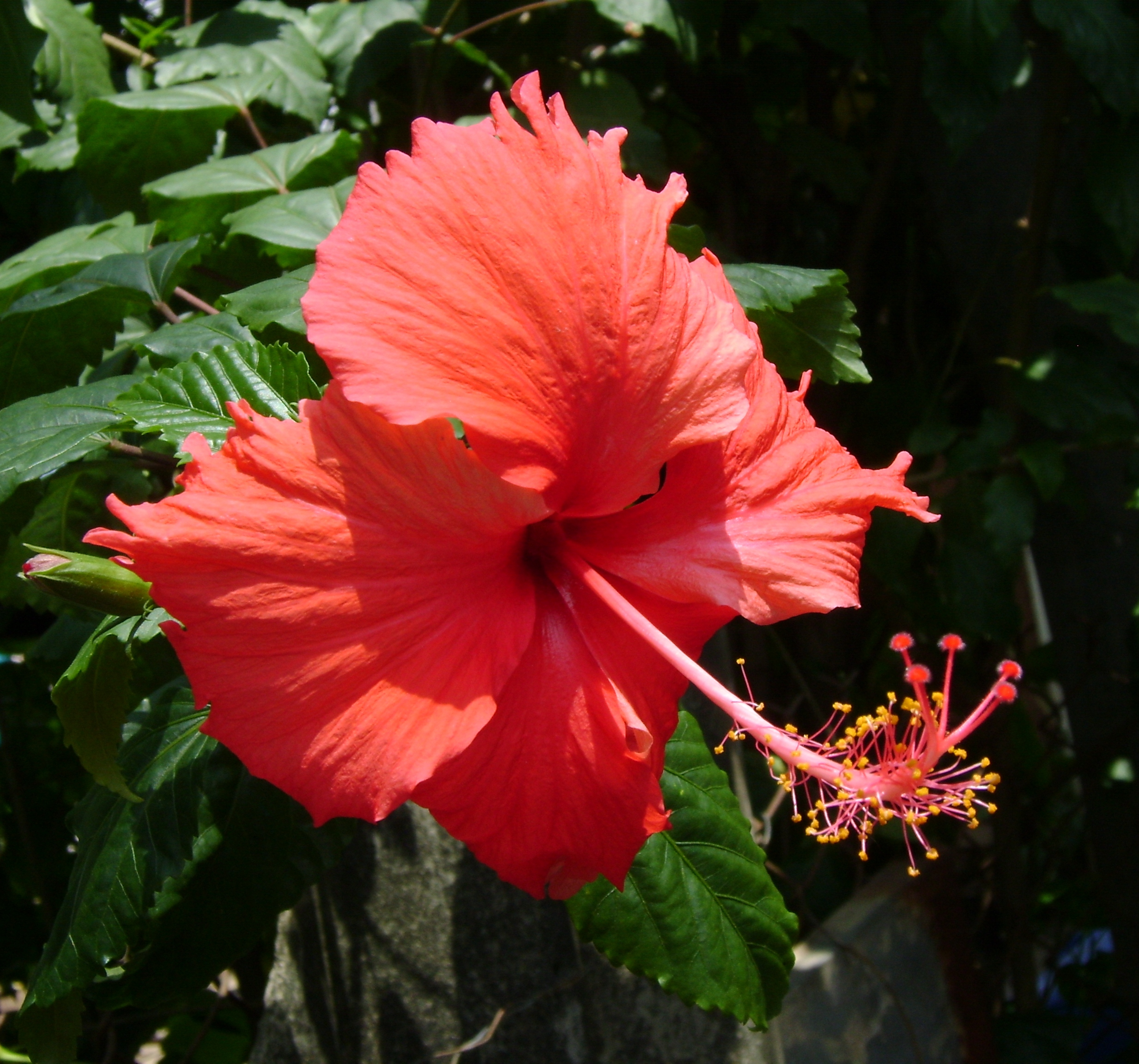
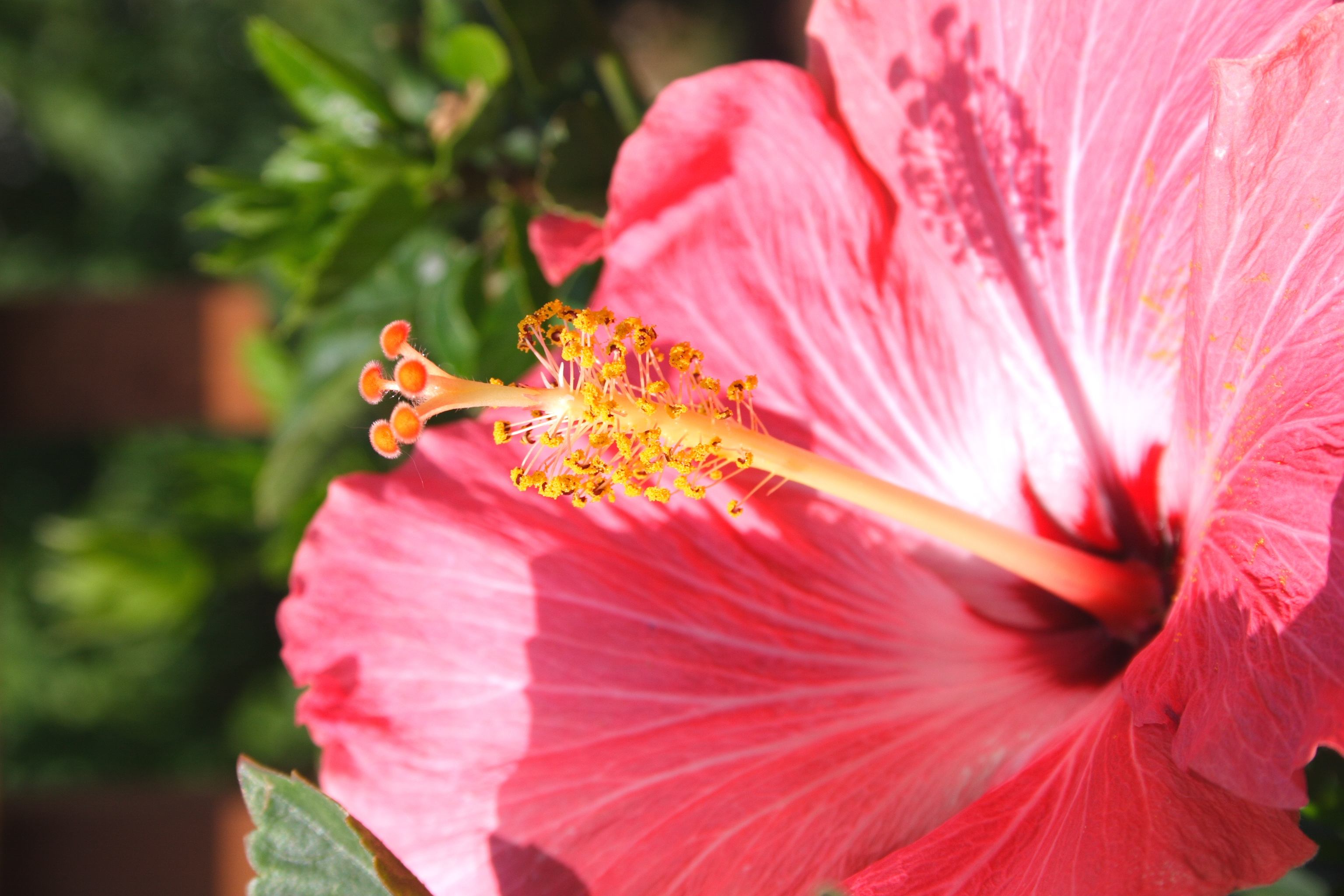
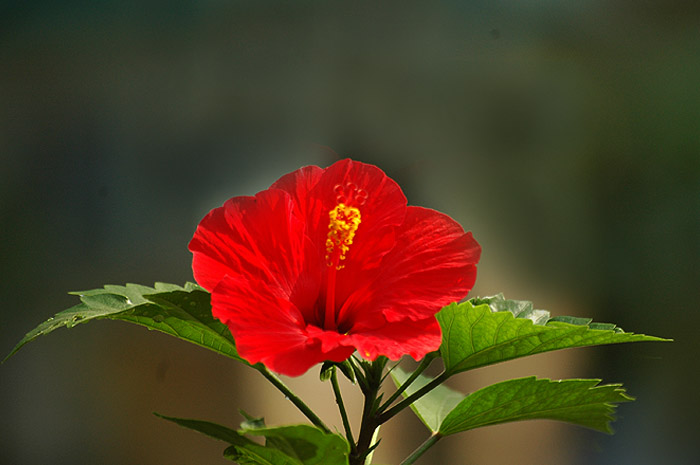
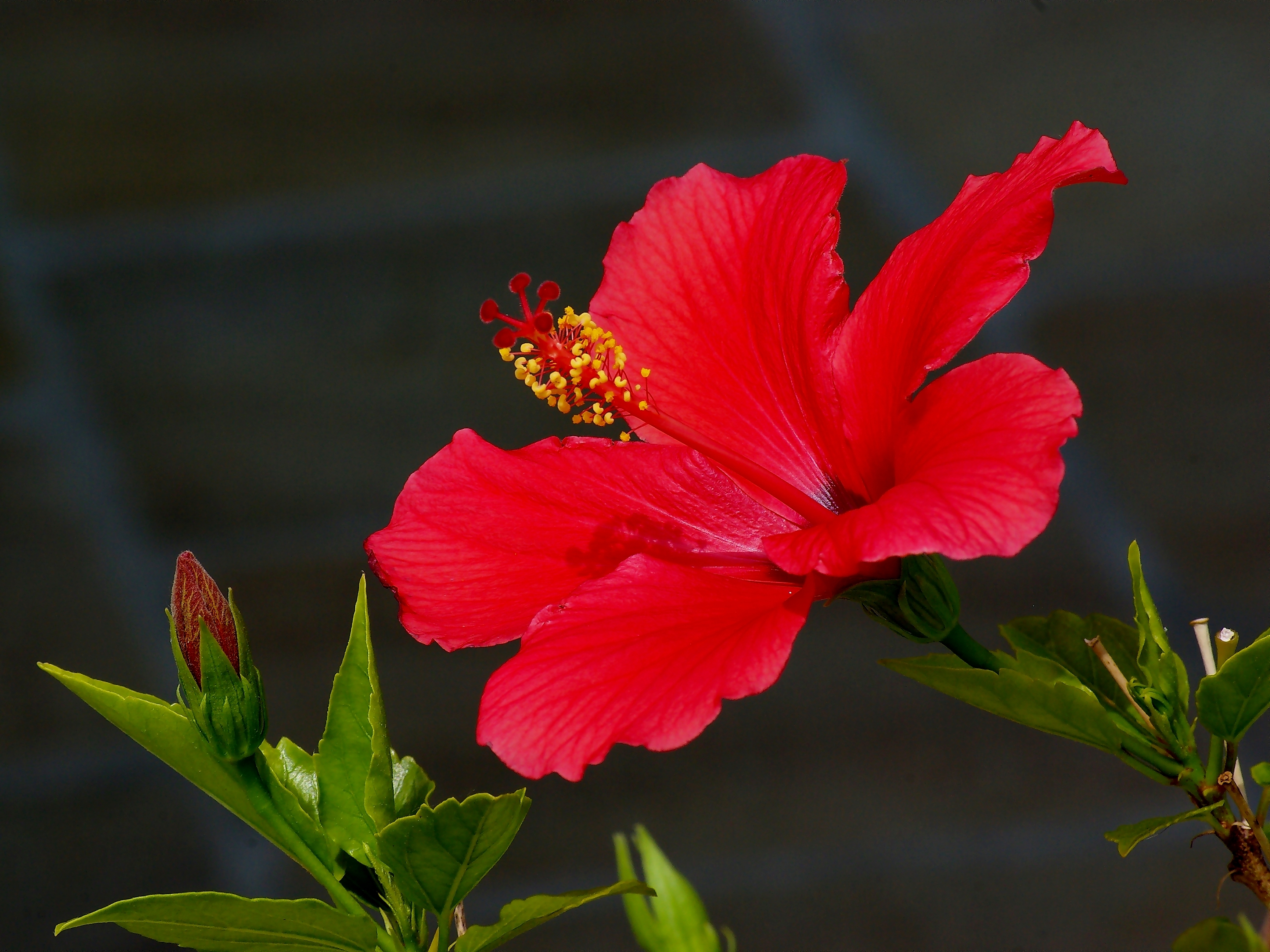
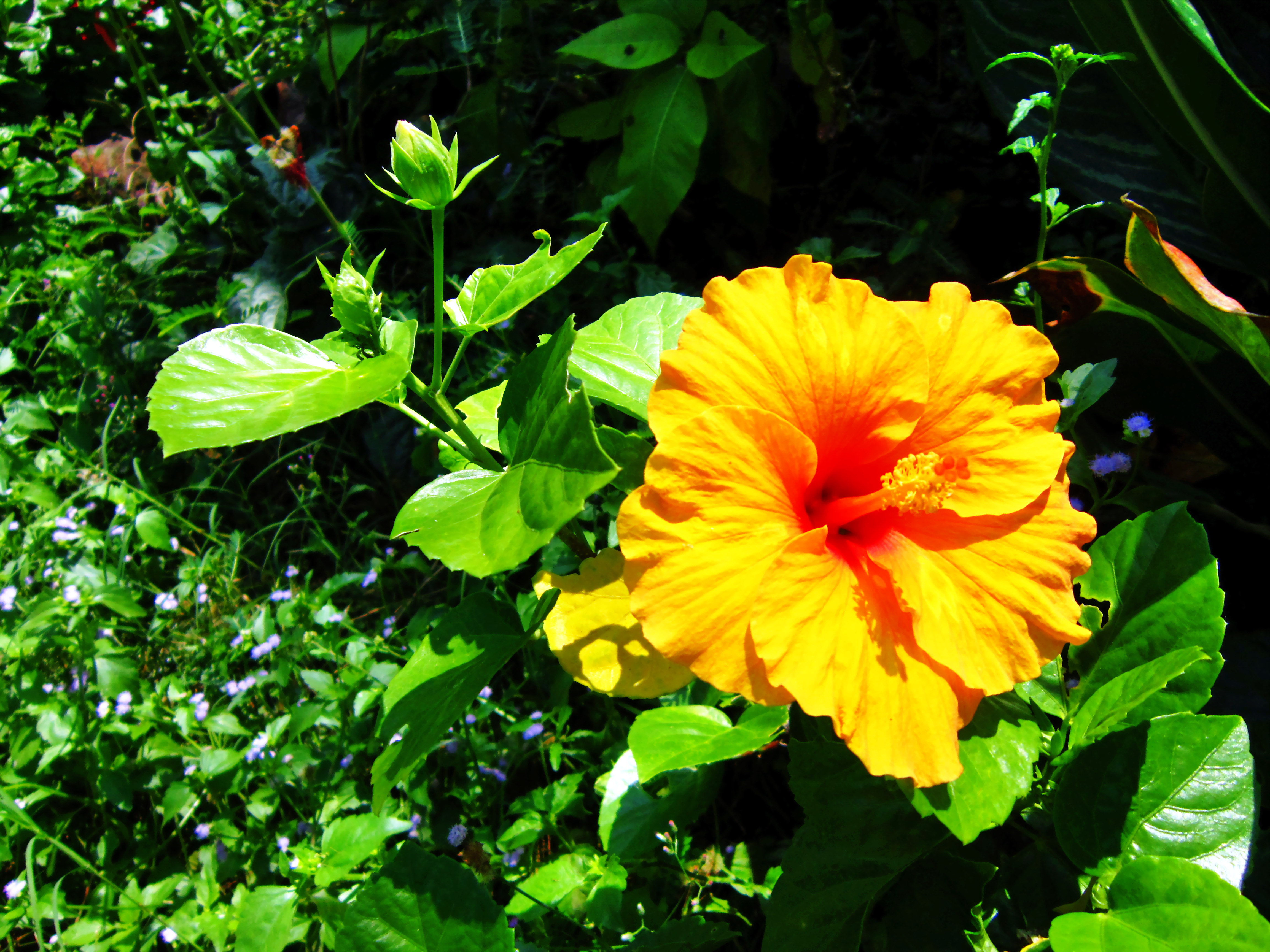